# Ana Noguera Montagud

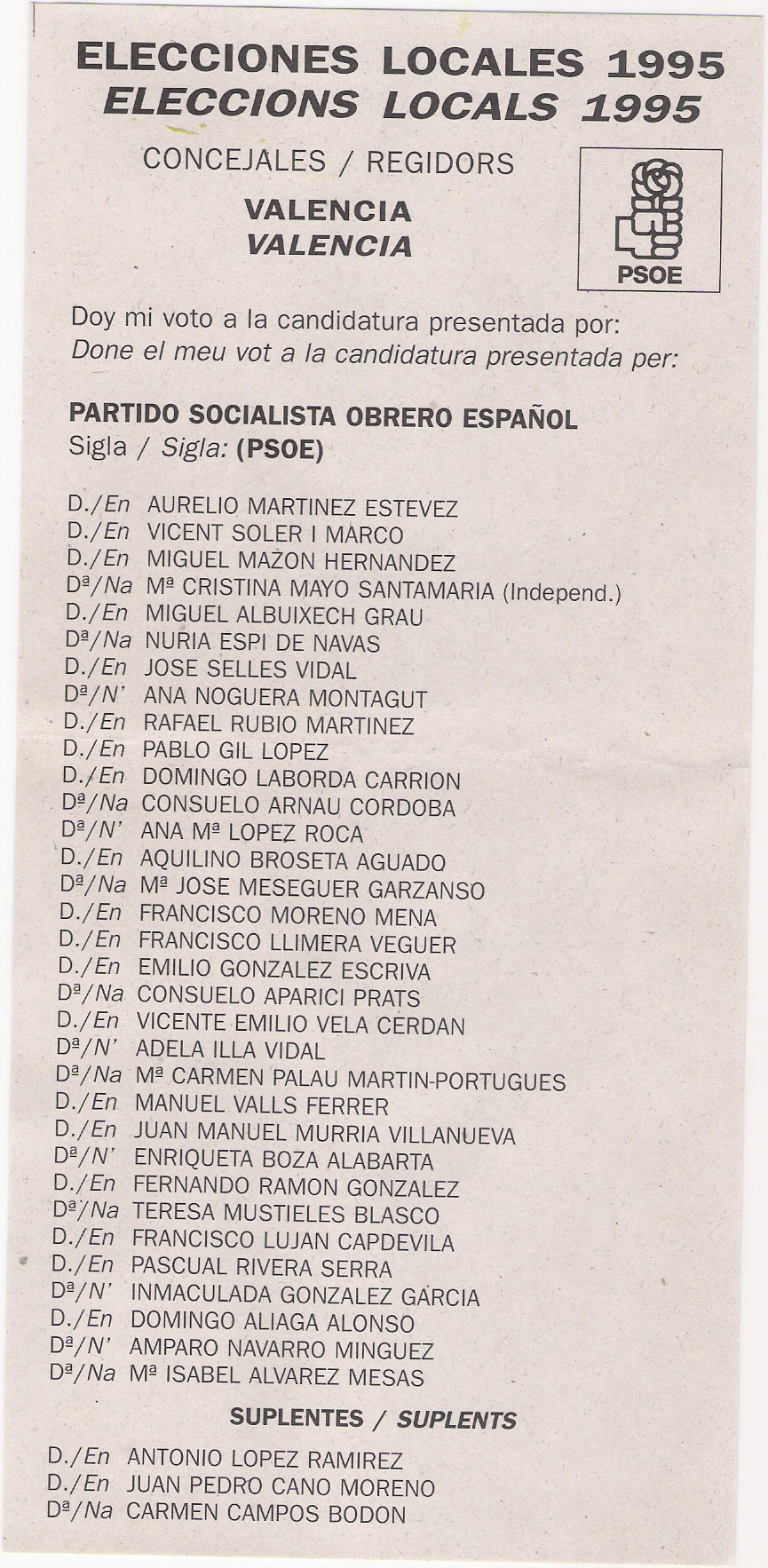
Papeleta electoral del PSOE para las elecciones municipales de 1995, en la que figura en octavo lugar. Hay una errata en el segundo apellido.

Ana Isabel Noguera Montagud (n. Krefeld, Alemania; 1964) es una política socialista de la Comunidad Valenciana, España.
Hija de emigrantes, en 1965 se estableció en Valencia con su familia. Se licenció en Filosofía y Letras por la Universidad de Valencia, donde se doctoró en 1996. Ha formado parte del consejo de redacción de la revista Temas.
Militante de la Unión General de Trabajadores desde 1987 y del Partido Socialista del País Valenciano (PSPV-PSOE) desde 1983, entre 1991 y 1995 formó parte de la ejecutiva comarcal del mismo en la Agrupación de Valencia Ciudad, en 1994 del Comité Federal del PSOE y en 1997 de la Comisión Ejecutiva Federal. Desde 2003 es la Secretaria de Cultura de la ejecutiva del PSPV. Ha sido concejal del ayuntamiento de Valencia de 1995 a 2003 y diputada por la provincia de Valencia en las elecciones a las Cortes Valencianas de 2003 y 2007.